# Cheetah (película)
Cheetah es una película de 1989, de Walt Disney Pictures. Es protagonizada por Keith Coogan y Lucy Deakins. La película está basada en la novela The Cheetahs, de Alan Caillou. 
Es ambientada en Nairobi, Kenia. Esta película también contiene la frase "Hakuna matata", que sería usada para la película The Lion King (El rey león) cinco años después.

## Argumento
Ted y Susan (Keith Coogan y Lucy Deakins), son dos chicos americanos de 16 y 15 años que pasan seis meses en Kenia, junto a sus padres científicos. Los jóvenes adoptan a un guepardo hembra huérfana, al que le llaman Duma, solo para darse cuenta de que deben dejarla libre para que pueda aprender a cazar. Sin embargo, cuando ella es capturada por tres cazadores furtivos que planean competir con ella en una carrera con perros salvajes. Los dos niños de la ciudad, junto con un joven pastor de ovejas de 10 años de África llamado Morogo (Colin Mothupi), empiezan a buscar a los cazadores y a Duma.

## Sipnosis
Los hermanos Ted, de 16 años y Susan Johnson, de 15 años de Los Ángeles se unen a sus padres en Kenia, donde su padre, Earl, trabaja en una estación de seguimiento de la NASA y su madre, Jean, trabaja en una clínica. Los sueños de Ted de pasar dificultades en Savannah se ven frustrados cuando su madre lo lleva a una casa que parece pertenecer a Pasadena, California. Aunque ella prohíbe a sus hijos explorar, Ted y Susan se escabullen a un abrevadero cercano, donde conocieron a un amigable niño masai de 10 años llamado Morogo. Morogo les muestra a los hermanos la vida salvaje de Kenia y ellos le enseñan a jugar videojuegos. Un día, su madre llega a casa y descubre a Morogo en su casa y convencen a sus padres de que Morogo los mantendrá a salvo, a lo que sus padres acceden a regañadientes.
Un día, Ted patea un balón de fútbol por encima de una barrera y aterriza contra un rinoceronte dormido. Morogo se acerca sigilosamente al animal, recupera la pelota y coloca una pequeña piedra en el costado del rinoceronte. Luego le da a Ted otra piedra, desafiándolo a hacer lo mismo. El rinoceronte se despierta cuando Ted se acerca, lo que le hace huir. Kipoin, el padre de Morogo, lo regaña por descuidar sus deberes de pastoreo de cabras y Morogo dice que se hará cargo de sus deberes, pero ha estado aprendiendo cosas nuevas de sus amigos, a lo que detesta a sus nuevos amigos, porque son diferentes.
Un día, el trío se encuentra con un cachorro de guepardo cuya madre ha sido asesinada por un cazador furtivo. Susan insiste en que se lleven al cachorro a casa, ya que es la única forma de sobrevivir y sus padres deciden a regañadientes quedársela, donde se convierte en la mascota de la casa. Seis meses después, sin embargo, la familia Johnson convence a los niños de que liberen a Duma y la entrenen para cazar según el consejo de un guardabosques australiano llamado Larry antes de que terminen sus vacaciones.
Mientras tanto, un comerciante indio llamado B. Patel (que había intentado sin éxito comprar Duma) contrata a un inglés oportunista llamado Nigel y a un cazador furtivo despiadado llamado Abdullah, quienes planean hacer una fortuna con Duma explotando su velocidad en un prolífico deporte. carreras contra galgos. La noche antes de que Ted y Susan dejen África, Patel irrumpe en la casa para robar el silbato de Ted y los tres jugadores logran capturar a Duma. A la mañana siguiente, la familia se despide de Morogo y se detiene en la tienda de Patel. Patel accidentalmente le revela su paradero a Ted y este nota marcas similares en los zapatos de Abdullah, lo que indica que él fue el cazador furtivo que mató a la madre de Duma. Ted intenta convencer a sus padres sobre la conspiración de Patel, sin éxito, por lo que los niños pierden su vuelo después de enviar un telegrama a su abuela y se enteran del paradero de Patel gracias a su primo, que está trabajando en un campamento en Jamhuri. El dúo convence a Morogo para que salve a Duma, pero él teme no poder ir y les da indicaciones para llegar a Jamhuri. A la mañana siguiente, Morogo también se escabulle y decide ayudarlos a rescatar a Duma.
Sin embargo, los padres de Morogo se enteraron de sus desapariciones e informaron a los padres de Ted y Susan. Earl llama a su madre y ella le informa sobre el telegrama que le enviaron los hermanos. Los padres llaman a la policía y sus esposas insisten en salir ellas mismas a buscar a los niños. Mientras tanto, el trío llega al campamento y se cuelan al caer la noche. Se las arreglan para encontrar a Duma, pero son capturados por los cazadores furtivos y encerrados en una jaula. Mientras se van a la carrera, Morogo abre la jaula y se dirigen tras los cazadores furtivos a Nairobi.
Se dirigen tras los cazadores furtivos a Nairobi, sólo para ser atrapados por los policías que deambulan por las carreteras detrás de ellos. Se escapan debido a la falta de atención del policía y finalmente llegan a Nairobi con la ayuda de un criador de ovejas. Los niños llegan al hipódromo a tiempo para escuchar el anuncio de la carrera de guepardos y galgos. En la carrera, Duma ha sido superado por los galgos, con mayor resistencia (como predijo Patel, que había renunciado a perder en las apuestas), pero se reanima al revisar sus maestrías y vuelve a ganar la carrera. Ted le quita el silbato a un guardia de seguridad y lo hace sonar, lo que le permite a Duma recuperar su velocidad y ganar. Mientras los demás jugadores deben compensar todas las apuestas, Duma se rebela contra Abdullah y lo ataca hasta que Earl la rescata. Mientras ambos padres reprenden a sus hijos por abandonarlos, arrestan al cazador furtivo.
Las familias llegan a Cheetah Valley para liberar a Duma y notan otro guepardo. Se niegan a extender la propuesta de sus padres para las vacaciones e intentan liberar a Duma, pero el testarudo guepardo se niega a irse hasta que Susan logra convencerla de que se vaya. Los niños citan un dicho keniano de Morogo: "Aunque estamos muy separados, nuestros espíritus comparten la misma tierra y el mismo cielo", mientras ven felices a Duma jugar con su nuevo amigo.

## Reparto
- Keith Coogan - Ted Johnson
- Lucy Deakins - Susan Johnson
- Colin Mothupi - Morogo
- Timothy Landfield - Earl Johnson
- Breon Gorman - Jean Johnson
- Mhlangabezi Ka Vundla - Kipoin
- Lydia Kigada - Lani
- Kuldeep Bhakoo - Patel
- Paul Onsongo - Abdallah
- Anthony Baird - Nigel
- Rory McGuinness - Larry
- Rod Jacobsen - David
- David Adido - Mwangi

## Doblaje
| Personaje         | Doblaje al español |
| ----------------- | ------------------ |
| Ted Johnson       |                    |
| Susan Johnson     | Marcela Bordes     |
| Earl Johnson      | Víctor Mares       |
| Jean Johnson      | Amparo Brown       |
| Morogo            | Víctor Mares Jr.   |
| Kipoin            | Alejandro Abdalah  |
| Voces adicionales | Guillermo Romano   |
| Voces adicionales | Alejandro Abdalah  |
| Voces adicionales | Juan Zadala        |
| Voces adicionales | Guadalupe Romero   |